# Hylaea manitiaria
Hylaea manitiaria là một loài bướm đêm trong họ Geometridae.